# Le Relais

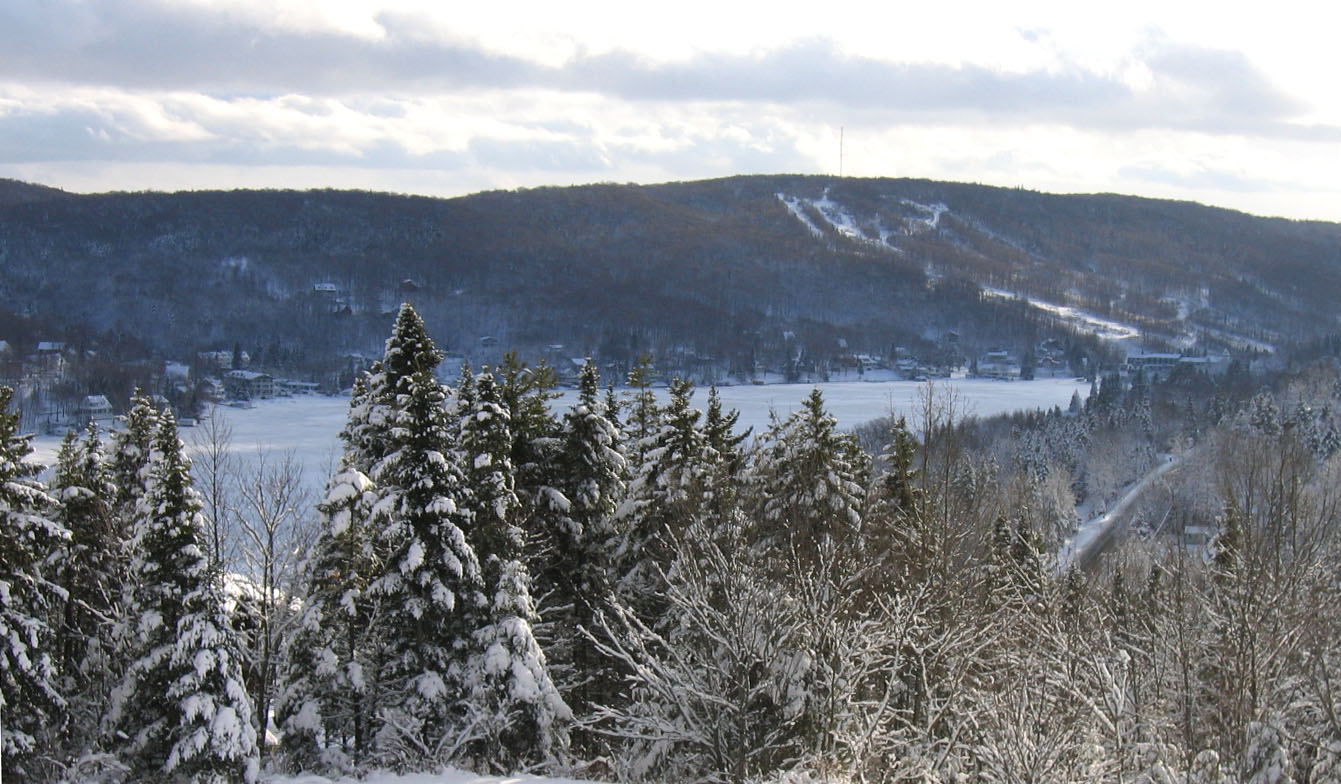
Lac-Beauport mit dem Wintersportgebiet im Hintergrund

Le Relais ist ein Wintersportgebiet in der kanadischen Provinz Québec. Es liegt in den Laurentinischen Bergen auf dem Gemeindegebiet von Lac-Beauport, etwa 15 km nördlich der Stadt Québec.
Das Gebiet am Montagne des Ormes erstreckt sich bis in eine Höhe von 429 m, wobei der maximale Höhenunterschied 205 m beträgt. Auf einer Fläche von 70 Hektar gibt es 29 Skipisten. Erschlossen werden sie von fünf Skiliften, einer Sesselbahn und zwei Laufbändern. Sämtliche Pisten können künstlich beschneit werden und sind nachts beleuchtet. Etwa die Hälfte der Pisten gelten aufgrund der Steilheit des Geländes als anspruchsvoll. Es sind drei Funparks vorhanden. In Le Relais befindet sich auch das Centre national acrobatique Yves Laroche, ein nationales Trainingszentrum für Freestyle-Skiing (mit Wasserschanze für den Sommerbetrieb).
Im Winter 1933/34 gab es Pläne, auf der Abraham-Ebene in Québec ein Wintersportgebiet einzurichten. Der aus Norwegen stammende Skipionier Herman Smith-Johannsen schlug stattdessen ein Gebiet nördlich der Stadt vor, da es ihm besser geeignet erschien. Das Gelände wurde 1936 für 1000 Dollar erworben.